# Kivilõppe
Kivilõppe – wieś w Estonii, w prowincji Viljandi, w gminie Viljandi.
W latach 1991–2017 (do czasu reformy administracyjnej estońskich gmin) wieś znajdowała się w gminie Tarvastu.
Archaiczne nazwy wsi to: Kiwelep (1624), Kywelep, Kiblep (1638), Sobonin̄a oder Kiwwilep (1798). Wioska położona jest nad jeziorem Võrtsjärv. Wieś pochodzi z północnej części Järveküla, gdzie w 1583 była młynem.